# Sipho Thwala
Sipho Mandla Agmatir Thwala (KwaMashu, 1968) is een Zuid-Afrikaanse seriemoordenaar en verkrachter. Hij werd in 1999 veroordeeld tot 506 jaar gevangenisstraf voor negentien moorden en tien verkrachtingen in de loop van 1996/1997. Thwala staat ook bekend onder zijn bijnaam Wurger van Phoenix.

## Arrestatie
Thwala werd in 1997 gearresteerd toen zijn DNA bleek overeen te komen met DNA dat op zijn slachtoffers gevonden werd. De politie had zijn genetisch materiaal nog van een eerdere zaak in 1994, toen Thwala werd vrijgesproken van verkrachting. Het South Africa High Court bevond hem op 31 maart 1999 schuldig aan de ten laste gelegde moorden en verkrachtingen. Zijn huis werd in brand gestoken door een groep woedende lokale bewoners.

## Werkwijze
Thwala werkte zoals veel seriemoordenaars volgens een vaste modus operandi. Hij verleidde vrouwen uit de Zuid-Afrikaanse provincie KwaZoeloe-Natal om met hem door de suikerrietvelden van Mount Edgecombe (nabij het stadje Phoenix) te lopen, door ze een baan in een hotel in het vooruitzicht te stellen. Eenmaal uit zicht bond Thwala de vrouwen vast met hun eigen ondergoed, waarna hij ze verkrachtte, wurgde en tot pulp sloeg. Vervolgens begroef hij ze in ondiepe kuilen.